# Есе Бруме
Есе Бруме (англ. Ese Brume, нар. 20 січня 1996) — нігерійська легкоатлетка, яка спеціалізується у стрибках у довжину, чемпіонка Африки та Африканських ігор. Учасниця Олімпійських ігор (2016, 5 місце).
Виросла у легкоатлетичній родині. Тренує атлетку її батько, який раніше, як і її мати, був спринтером. Серйозні тренування розпочала після того, як посіла у 2012 шосте місце у стрибках у довжину на національній першості.
На світовій першості-2019 здобула «бронзу» в стрибках у довжину.